# 烏圖托伊爾卡山
9°52′29″S 77°37′45″W / 9.87472°S 77.62917°W
烏圖托伊爾卡山（Ututu Hirka），是秘魯的山峰，位於該國北部安卡什大區，由瓦揚區和馬爾巴斯區負責管轄，屬於內格拉山脈的一部分，海拔高度4,600米。